# Alte Anatomie (Heidelberg)

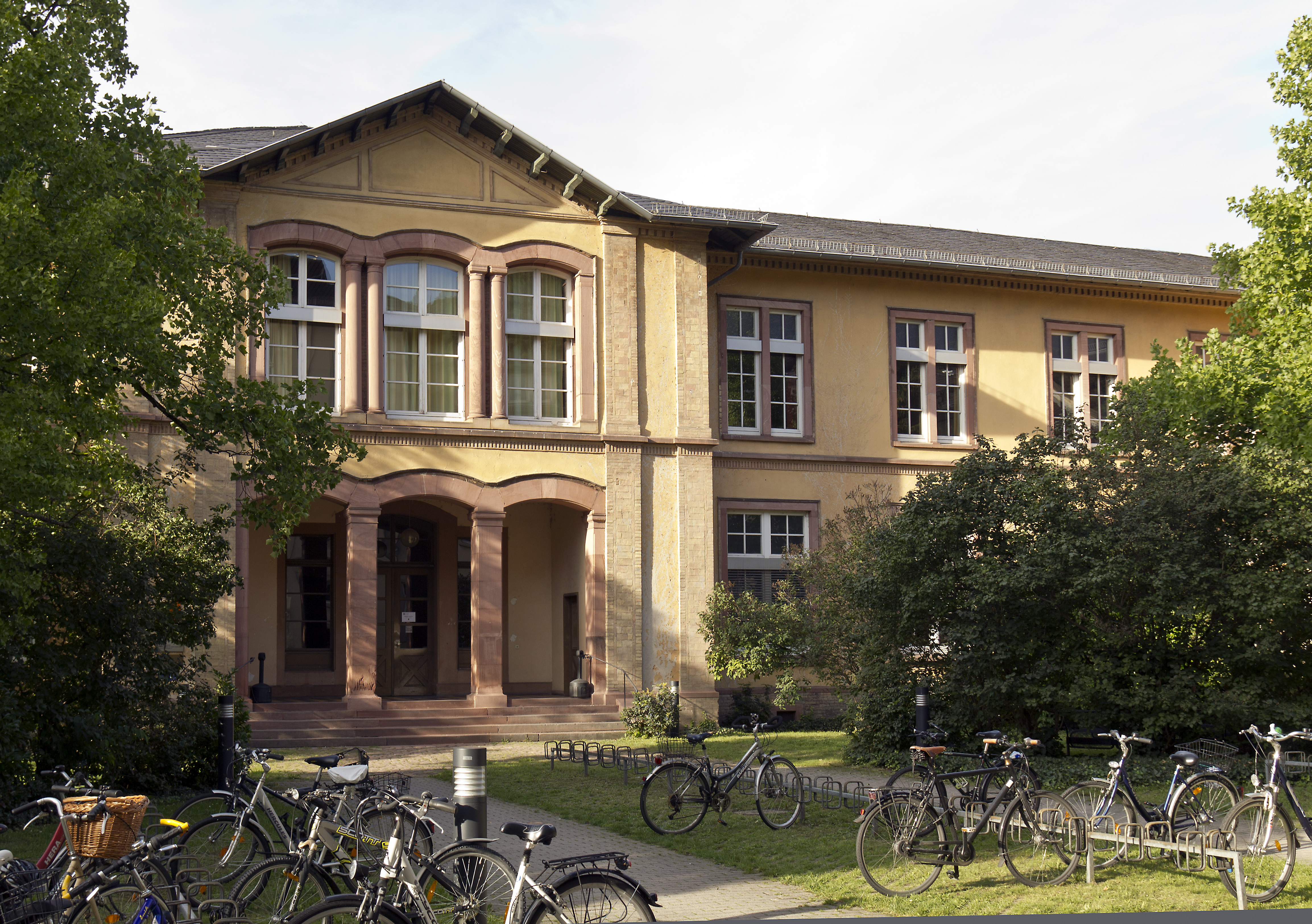
Alte Anatomie

Die Alte Anatomie ist ein historisches, denkmalgeschütztes Gebäude in der Hauptstraße 47 in Heidelberg. Es wurde 1847/49 als Neubau für das Anatomisch-Zoologische Institut der Universität Heidelberg errichtet und befindet sich hinter dem Friedrichsbau.

## Geschichte
Die Alte Anatomie wurde im Garten des ehemaligen Dominikanerkloster in den Jahren 1847 bis 1849 errichtet. Der Architekt des Gebäudes war Heinrich Hübsch (1795–1863), ein Schüler von Friedrich Weinbrenner (1766–1826). Das Anwesen wurde für naturwissenschaftliche Institute durch die Universität Heidelberg genutzt, so waren die Anatomie sowie anfänglich die Zoologie hier untergebracht (ab 1894 in der Spohienstraße 10). Auf der Rückseite des Gebäudes befand sich in einem apsidialen Halbrund ein großer Hörsaal.
Nach Renovierungsmaßnahmen ist 1978 das Psychologische Institut mit den Abteilungen Allgemeine Psychologie und Klinische Psychologie dort untergebracht.

## Architektur
Die Alte Anatomie besteht aus zwei Stockwerken und einem breiten Mittelrisalit. Zwei Flügelbauten erweitern das Gebäude zusätzlich um mehr Raum. Die drei flachen Segmentbögen über den Arkadenöffnungen sind das auffälligste Architekturmerkmal.